# Cornelius Pleier
Cornelius Pleier (auch: Pleyer, Player, Bleier, Pleyer von Pleyern; * 1595 in Coburg; † 1646 oder 1649 in Prag) war ein fränkischer Arzt und Gegner der Hexenverfolgung.

## Leben und Wirken
Cornelius Pleier wurde 1595 in Coburg geboren und am 17. August des Jahres getauft. Sein Vater war der Coburger Archidiaconus Petrus Pleier. Der Name seiner Mutter ist  nicht bekannt.
Zwischen 1609 und 1611 besuchte Pleier das Coburger Gymnasium Casimirianum. Ab 1611 studierte er in Jena. 1615 immatrikulierte er sich in Wittenberg und schließlich 1620 in Basel. Dort wurde er im selben Jahr zum Doktor der Medizin promoviert.
1622 wurde Cornelius Pleier Coburger Stadtphysicus. Im Mai desselben Jahres heiratete er Anna Christina Reinhardt, deren Vater der Fürstlich-Sächsische Zeugmeister Philipp Heinrich Reinhardt war. Ein Jahr später wurde er Professor für Medizin am Gymnasium Casimirianum. Schon 1624 trat Pleier die Stelle des Kitzinger Stadtarztes an. In Kitzingen gebar ihm seine Frau einen Sohn, der am 13. August 1625 auf den Namen Laurentius Cornelius getauft wurde. 1628 gab Pleier seine Position in Kitzingen wieder auf. Um dieselbe Zeit konvertierte er allem Anschein nach vom Protestantismus zum Katholizismus und verließ zwischen 1628 und 1629 die Stadt.
Als Feldarzt nahm Cornelius Pleier auf kaiserlicher Seite am Dreißigjährigen Krieg teil und wurde noch vor 1635 geadelt und zum Hofpfalzgraf ernannt. Aus einem Bewerbungsschreiben für die Stelle des böhmischen Landarztes von 1640 geht weiterhin hervor, dass Pleier zwischen 1628 und 1638 auch als Landarzt in Kärnten und der Steiermark tätig war. Empfängt vom Johannes Marcus Marci in 1638 übernahm Cornelius Pleier eine Professur für Medizin an der Medizinischen Fakultät der Karls-Universität Prag. Er war damit einer von drei Professoren an dieser Fakultät. Bei seinen Kollegen handelte es sich um Johannes Marcus Marci und Nicolaus Franchimont von Frankenfeld. In Prag ging Pleier eine zweite Ehe mit Susanna Stork ein. Er verstarb entweder 1646 oder 1649 in Prag.

## DerMalleus Judicum
Der Malleus Judicum das ist: Gesetzhammer der unbarmhertzigen Hexenrichter von etlichen christlichen Meistern geschmiedet und jetzo von einem barmhertzigen catholischen Christen aufs newe bestielet erschien zwischen 1626 und 1630 ohne Angabe von Verfasser, Ort und Jahr in zwei Drucken. Die Streitschrift umfasst 112 Seiten im Oktavformat. Der Text wendet sich gegen den Hexenglauben, die Hexenverfolgung und unmenschliche Prozesspraktiken.
Eine handschriftliche Notiz auf dem Titelblatt eines in der Bamberger Staatsbibliothek aufbewahrten Exemplars, das ursprünglich zur Bibliothek des Bamberger Juristen Johann Neydecker gehörte, nennt Cornelius Pleier als Autor. Diese Angabe erscheint glaubwürdig, insofern verschiedene Textstellen darauf hinweisen, dass die Streitschrift von einem fränkischen Mediziner verfasst wurde. Darüber hinaus ist der im Buch deutlich hervortretende Protestantismus im Kontrast mit der Angabe auf dem Titelblatt, die Schrift sei von einem „catholischen Christen“ verfasst, ein deutlicher Hinweis auf die Urheberschaft Cornelius Pleiers, da dieser, wie oben erwähnt, vom Protestantismus zum Katholizismus übergetreten war.

## Werke
- (zusammen mit Michael Wolf) Disquisitio physica prima corporum mixtorum forma videlicet meteoris, Jena 1613.
- Examen tractatus Guil. Adolphi Scribonii anno MDXXCV Basileae sub falso praetextu contra uromantes impostores, ipsi uropotas dictos editi, Erfurt 1617.
- Problemata philosophico-medica, Basel 1620.
- Runnt und kurtze Pestilentz-Tafel be der jetzto durch gantz Europa grassirenden Seuch [...], Rothenburg ob der Tauber 1625 (verschollen).[10]
- Medicus Criticus Astrologus, Nürnberg 1627.
- Malleus Judicum das ist: Gesetzhammer der unbarmhertzigen Hexenrichter von etlichen christlichen Meistern geschmiedet und jetzo von einem barmhertzigen catholischen Christen aufs newe geschmiedet, o. O. o. J. (zugeschrieben).